# Schwyz (kanton)

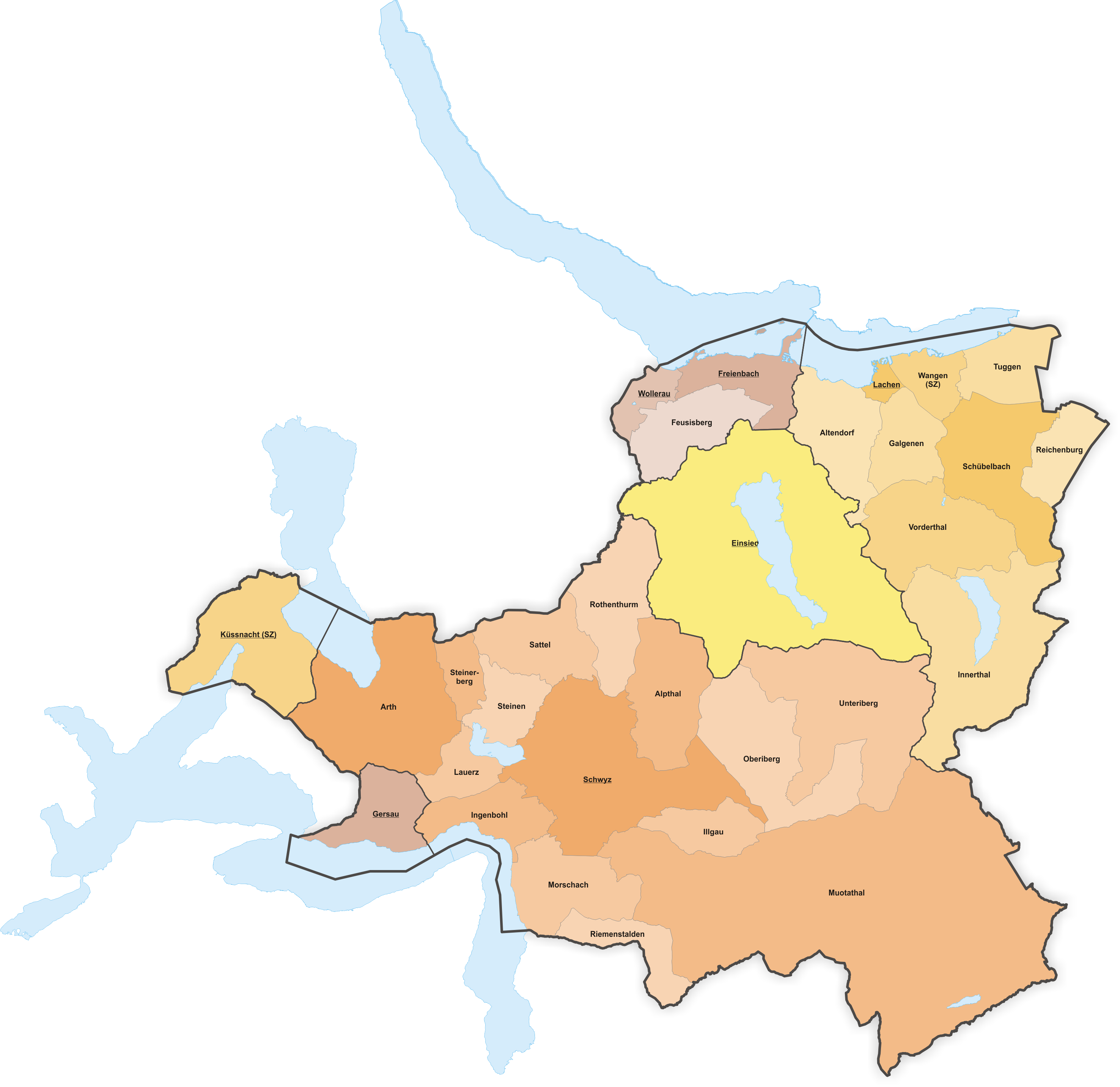
Karta över kantonen Schwyz kommuner.

Schwyz (lyssna (fil)) är en kanton i centrala Schweiz.

## Historia
Schwyz var en självstyrande bondekommun under den tidiga medeltiden. År 1240 erhöll Schwyz riksomedelbarhet av kejsar Fredrik II. Det var en av de tre urkantonerna i det schweiziska edsförbundet, som grundades 1291. Schwyz var den ledande av de tre och namnet på hela edsförbundet blev Schwyz, senare förändrat via högtyska till Schweiz. Kantonen namngavs i sin tur från huvudorten Schwyz. Namnet Schwyz omnämns för första gången år 970.

## Geografi
Schwyz gränsar i väster till kantonerna Luzern och Nidwalden, Uri i söder, Glarus i öster samt kantonerna Zürich och Sankt Gallen i norr. Kantonens huvudort är staden Schwyz.

### Indelning
Schwyz är indelat i sex distrikt och 30 kommuner.
- Einsiedeln (1 kommun)
- Gersau (1 kommun)
- Höfe (3 kommuner)
- Küssnacht (1 kommun)
- March (9 kommuner)
- Schwyz (15 kommuner)

Se även: Lista över kommuner i kantonen Schwyz

## Ekonomi
Schwyz präglas av landsbygd, och en större andel arbetar inom jordbruket än riksgenomsnittet. Kantonens jordbruk är främst inriktat på boskapsskötsel. Industrin i Schwyz tillverkar bland annat textilier, verkstadsprodukter, livsmedel och möbler. I kantonen finns den schweiziska arméknivstillverkaren Victorinox, som har sitt huvudkontor och huvudfabrik i orten Ibach.

## Demografi
Kantonen Schwyz hade 162 157 invånare (2020). Majoriteten av befolkningen är tysktalande.
| Talade språk i Schwyz (2019)                               | Talade språk i Schwyz (2019) | Talade språk i Schwyz (2019) | Talade språk i Schwyz (2019) | Talade språk i Schwyz (2019) |
| ---------------------------------------------------------- | ---------------------------- | ---------------------------- | ---------------------------- | ---------------------------- |
|                                                            |                              |                              |                              |                              |
|                                                            |                              |                              |                              |                              |
| Tyska                                                      | Tyska                        |                              | 87,9 %                       | 87,9 %                       |
| Franska                                                    | Franska                      |                              | 1,8 %                        | 1,8 %                        |
| Italienska                                                 | Italienska                   |                              | 3,4 %                        | 3,4 %                        |
| Rätoromanska                                               | Rätoromanska                 |                              | 0,3 %                        | 0,3 %                        |
| Engelska                                                   | Engelska                     |                              | 5,5 %                        | 5,5 %                        |
| Övriga                                                     | Övriga                       |                              | 14,6 %                       | 14,6 %                       |
| Möjlighet fanns att välja upp till tre stycken huvudspråk. |                              |                              |                              |                              |